# Hellenisme (religion)
 Ikke at forveksle med Hellenismen .
Moderne hellenisme eller hellenismos henviser til genoplivningen og praktiseringen af den gamle græske religion i moderne tid. Det er en betegnelse for en nyhedensk bevægelse, der også er kendt som hellenistisk polyteisme. Tilhængere af moderne Hellenisme, kaldet Hellenister, stræber efter at genskabe og tilpasse de gamle græske tro og ritualer til nutidens kulturelle og spirituelle kontekst. Moderne hellenisme er en voksende religion i hele den vestlige verden og er anerkendt som religion i Grækenland.
Lig den gamle græske religion er moderne Hellenisme polyteistisk. Der er tro på og dyrkelse af flere guder og guddomme, herunder de mest kendte fra den græske mytologi som Zeus, Hera, Athena, Apollon, Artemis og mange andre. Hellenister deltager i ritualer og ceremonier inspireret af de gamle græske praksisser. Dette kan omfatte ofringer, bønner, processioner og fejringer af særlige helligdage og begivenheder.